# Ormstrup (Sahl Sogn)
Ormstrup er en hovedgård i Sahl Sogn i Viborg Kommune. Den ligger ligger cirka 4 kilometer syd for Bjerringbro og 3 kilometer fra Tange Sø.
Ormstrup er kendt fra før 1371, da den tilhørte en ridder Laurits Hvas (cirka 1300-1371), som deltog i adelens opstand mod Valdemar Atterdag i 1357. Hovedgården blev i denne familie til begyndelsen af 1500-tallet, hvor familien gik fallit, hvorefter Viborg Stift overtog jord og bygninger.
Efter reformationen var Ormstrup krongods i omkring 120 år, indtil den omkring 1649 blev overdraget til rentemester Mogens Friis, søn af Niels Friis til Favrskov – det var i Frederik 3.s tid.
Mogens Friis ændrede i 1666 navnet til Friisholt, og det var planen at lægge hovedgården under Grevskabet Frijsenborg, der var under oprettelse.
Det blev imidlertid solgt til en advokat i København, der bortforpagtede det til Hans Hansen Rosborg til Haraldslund i Grundfør Sogn, der ved en auktion i 1737 købte gård, gods og kirkerne i Sahl- og Gullev Sogne.
Der var i Rosborgs tid birkeret på Ormstrup, hvilket Hans Rosborg udnyttede så groft, at kongen til sidst måtte gribe ind.
Den blev senere overtaget af sønnen Hans Thansen Rosborg, der var krigsråd og gift med Else Kirstine Adler fra Hinnerup Brogård, der i dag huser Hinnerup Lokahistoriske Arkiv. 
Efter Thansens død blev enken gift med en Kammerråd Niels Ferslev, som var hans totale modsætning ved at behandle bønderne med venlighed.
Den blev dog hurtigt solgt videre og havde op gennem 1800-tallet en lang række ejere.
I 1888 blev den købt af en Hofjægermester Hector Estrup, der gav den sit oprindelige navn tilbage.
Den ældste hovedbygning på Ormstrup var på en etage med et tårn i midten og to sidefløje opført i bindingsværk. Laden er opført i 1670'erne af etatsråd Lindenov, der var gift med Mette Friis, datter af Mogens Friis, og de opførte også en del staldbygninger.
Den nuværende hovedbygning fra 1867, der er tegnet af Theodor Sørensen i historicistisk stil, er på 2 og 3 etager og er til dels opført på den gamle bygnings fundament. Ejendommen blev i 1998 købt af koncerndirektør for Grundfos, Niels Due Jensen, der gennemrenoverede ejendommen, der nu fremstår ombygget med ændrede vinduer og tilbygninger.
I dag råder Ormstrup over cirka 790 hektar land.

## Ejere af Ormstrup
- (1348-1371) Laurids Hvas
- (1371-1400) Slægten Hvas
- (1400-1430) Laurids Hvas
- (1430-1463) Slægten Hvas
- (1463-1483) Erik Lauridsen Hvas
- (1483-1502) Jens Eriksen Hvas
- (1502-1510) Erik Jensen Hvas / Anne Jensdatter Hvas
- (1510-1515) Erik Jensen Hvas
- (1515-1536) Viborg Bispestol
- (1536-1579) Kronen
- (1579-1581) Hans Johansen Lindenov
- (1581-1661) Kronen
- (1661-1672) Mogens Friis
- (1672) Mette Mogensdatter Friis gift Lindenov
- (1672-1697) Christoffer Henriksen Lindenov
- (1697-1733) Mette Mogensdatter Friis gift Lindenov
- (1733-1737) Andreas Lowson
- (1737-1750) Hans Hansen Rosborg
- (1750) Anne Wassard gift Rosborg
- (1750-1779) Hans Thansen Rosborg
- (1779) Else Kirstine Adler gift (1) Rosborg (2) Ferslew
- (1779-1799) Niels Ferslew
- (1799-1839) Hans Henrik Georg Halling
- (1839-1844) J.G. Ipsen
- (1844-1851) Oline Cecilie Bruun
- (1851-1855) Christopher Joachim Gotfred von Barner
- (1855-1860) A. Schønheider
- (1860-1865) Peter B.W. Sandholt
- (1865-1888) August Ditlev Friis von Buchwald
- (1888-1907) Hector Estrup
- (1907-1930) Jens Laursen
- (1930-1967) Daniel Laursen
- (1967-1983) Leif Arp-Hansen
- (1983-1984) Ormstrup A/S v/a Finn Søholm Jørgensen
- (1984-1991) Hans Anton Laursen
- (1991-1998) Apoteksassistenternes Pensionskasse
- (1998-2024) Niels Due Jensen

56°19′38″N 9°38′45″Ø / 56.32722°N 9.64583°Ø